# Вилянский край
Ви́лянский край (латыш. Viļānu novads) — бывшая административно-территориальная единица на востоке Латвии. Край состоял из трёх волостей и города Виляны, который являлся административным центром края.
Площадь края составляла 285,1 км². Граничил с Вараклянским, Резекненским, и Риебинским краями.
Край был образован 1 июля 2009 года из части упразднённого Резекненского района.

## Население
По оценке на 1 января 2015 года население края составляло 6026 постоянных жителей, на 1 января 2010 года — 7168 человек.

### Национальный состав
Национальный состав населения края на 1 января 2010 года:
| Национальность | Численность, чел. (2010) | %        |
| -------------- | ------------------------ | -------- |
| Латыши         | 3683                     | 51,38 %  |
| Русские        | 3264                     | 45,54 %  |
| Другие         | 221                      | 3,08 %   |
| Всего          | 7168                     | 100,00 % |

Национальный состав населения края по итогам переписи населения Латвии 2011 года был распределён таким образом:
| Национальность        | Численность, чел. (2011) | %        |
| --------------------- | ------------------------ | -------- |
| Латыши                | 3308                     | 51,61 %  |
| в том числе латгальцы | 2987                     | 46,61 %  |
| Русские               | 2934                     | 45,78 %  |
| Белорусы              | 60                       | 0,94 %   |
| Поляки                | 42                       | 0,66 %   |
| Украинцы              | 35                       | 0,55 %   |
| Литовцы               | 7                        | 0,11 %   |
| Другие                | 23                       | 0,36 %   |
| всего                 | 6409                     | 100,00 % |

## Территориальное деление
- город Виляны (латыш. Viļānu pilsēta)
- Вилянская волость (латыш. Viļānu pagasts)
- Декшарская волость (латыш. Dekšāres pagasts)
- Соколкская волость (латыш. Sokolku pagasts)